# 1818

## أحداث
- وفاة الشيخ فارس بن محمد الجربا واستلام ابنه صفوق الجربا حكم قبيلة شمر.
- تأسيس مدينة سانتا باربرا دي أويستي وتقع حاليا في البرازيل.
- تأسيس مدينة آرتميسا وتقع حاليا في كوبا.
- حصار الدرعية في الفترة ما بين أبريل و15 سبتمبر.
- نهاية الحرب العثمانية السعودية في 1 أغسطس 1818 والتي بدأت في 1 أغسطس 1811.
- صدور رواية فرانكنشتاين للكاتبة ماري شيلي.
- بعث الأمام عبد الله بن سعود بن عبد العزيز بن محمد آل سعود إلى العثمانيين وفي ديسمبر من العام نفسه قطعوا العثمانيون رأسه

## مواليد
- أدولف أندرسن
- ألكسندر الثاني
- إيميلي برونتي
- جيمس بريسكوت جول
- فريدريك دوغلاس
- كارل ماركس

## وفيات
- فارس بن محمد الجربا
- بول ريفير
- جاريد ايروين
- جورج روجرس كلارك
- سليمان بن عبد الله آل الشيخ
- الشريف حمود بن محمد آل خيرات
- عبد الله بن سعود الكبير بن عبد العزيز آل سعود
- غاسبار مونج
- كاسبر ويستار
- هنري لي الثالث
- الأمام [وضح من هو المقصود ؟].